# Станниус, Герман Фридрих
Герман Фридрих Станниус (нем. Hermann Friedrich Stannius; 15 марта 1808, Гамбург — 15 января 1883, Заксенберг около Шверина) — немецкий учёный-физиолог, анатом, зоолог. Доктор наук (1831).

## Биография
Родился 15 марта 1808 года в Гамбурге в семье торговца. Изучал медицину в Берлине (1828) и Бреслау. В 1831 году получил докторскую степень, защитив диссертацию по сравнительной анатомии. Вернулся в Берлин, где до 1837 года работал в городской канцелярии. Одновременно проводил исследования насекомых и в области анатомической патологии.
В 1837 году был приглашён на должность профессора сравнительной анатомии, физиологии и общей патологии Ростокского университета. Позже — директор Института по физиологии и сравнительной анатомии в Росток.
Несмотря на слабое здоровье с 1843 до 1854 года был ректором Ростокского университета, продолжал вести активную научную деятельность. Затем состояние его здоровья ухудилось и сопровождалось психическими расстройствами. В 1862 году он ушёл в отставку и провёл последние двадцать лет своей жизни в психиатрической больнице в Заксенберге, недалеко от Шверина, где и умер 15 января 1883 года.

## Научная деятельность
Был известен своими экспериментальными исследованиями по физиологии сердца лягушки. Наиболее известный труд, изданный им совместно с Зибольдом — учебник сравнительной анатомии («Lehrbuch der vergleichenden Anatomie», 2 ч. — Берлин, 1846), вторая часть которого («Позвоночные животные») полностью написана Станниусом.
Занимался исследованиями нервной системы осетровых, рыб и дельфинов (1846 и 1849), а также фармакологических эффектов стрихнина (1837) и дигиталиса (1851). Со своим давним другом, анатомом Гёттингена, зоологом и физиологом Рудольфом Вагнером, он работал над Физиологическим словарём.
В 1852 году использовал сердце лягушки в эксперименте, названном его именем, который доказал, что в желудочках сердца и предсердиях клетки-пейсмекеры могут независимо генерировать разный ритм.
Кроме того, известен благодаря лигатуре Станниуса, наложённой в остром эксперименте на сердце, разобщающей его центры автоматии.
В 1850 году он был избран членом-корреспондентом Академии наук Гёттингена. В 1860 году стал членом Леопольдины.